# اوکرووهلا رادوون
اوکرووهلا رادوون (به چکی: Okrouhlá Radouň) یک منطقهٔ مسکونی در جمهوری چک است که در ناحیه ییندریخوف هرادتس واقع شده‌است. اوکرووهلا رادوون ۹٫۰۸ کیلومتر مربع مساحت و ۱۹۹ نفر جمعیت دارد و ۶۲۵ متر بالاتر از سطح دریا واقع شده‌است.